# Ijevan
Ijevan (armeană Իջևան) este un oraș din Provincia Tavush, Armenia.